# Juan Ricondo
Juan Ricondo Vallejo plus connue sous le nom de Juan Ricondo est un chanteur, acteur et compositeur espagnol né à Santander le 15 janvier 1985. Son premier album An American Affair est sorti en octobre 2015. Il a été enregistré à Los Angeles et produit par JD Salbego et Sean Hamilton. En août 2019, j'ai remporté les People's Choice Award lors du concours New Wave Compétition à Sotchi.

## Biographie
Juan Ricondo est né le 15 janvier 1985 à Santander, en Espagne. Ricondo est le premier artiste de sa famille, Il est l'aîné de deux frères et depuis qu'il était jeune, il rêvait d'être un artiste. Il est allé à la faculté de droit et a obtenu son diplôme à l'Université de Cantabrie, à la en même temps, il étudiait le théâtre à l'école locale de théâtre de Santander (Palacio de Festivales de Cantabria). Peu de temps après, il a déménagé à Madrid pour poursuivre ses études d'acteur à la Chekhov Theatre School. Il a travaillé dans toutes sortes d'emplois pendant qu'il auditionnait pour des films et des émissions de télévision. Il a obtenu un petit rôle dans l'émission de télévision Ugly Betty, Il a également commencé à chanter avec les bandes locales dans les clubs et les pubs de Madrid et à écrire ses premières chansons qui ont été publiées sur Myspace.

## Carrière
En 2005, il a reçu une bourse de sa ville natale  pour étudier au Lee Strasberg Theatre and Film Institute de  New York. Il a ensuite trouvé un intérêt à écouter des artistes comme Frank Sinatra, Tony Bennett, Dinah Washington et peu de temps après, il a formé un groupe et a commencé à jouer dans des clubs locaux à travers Manhattan. À l'école de théâtre, l'un de ses professeurs, Paul Calderon, lui a suggéré de se consacrer professionnellement à la musique. Bientôt, il a découvert que la musique était ce qu'il voulait vraiment faire. Un de ses professeurs de chant étaitGary Catona, En 2011, il participe en tant qu'artiste invité au concours de beauté allemand Miss Allemagne 2011. En 2018, Ricondo a présenté The J.R Show, A Hollywood Story   au Teatro Calderon de Madrid. Une tournée-spectacle inspirée des émissions américaines de télévision des années 1960.

## Discographie

### Album studio
- 2015 : An American Affair

### Singles
- 2019 : Crocodile Rock
- 2018 : Un Día Más (Live)
- 2017 : Háblame
- 2016 : Like a Lullaby
- 2015 : Solo Pienso en Ti

## Filmographie
| Année | Titre      | Personnage     |
| ----- | ---------- | -------------- |
| 2009  | Ugly Betty | Javier Lagasca |

## Tournées
- 2018 : The J.R Show. A Hollywood Story Tour